# Transtorno de adaptação
Transtorno de adaptação ou transtorno de ajustamento é um transtorno de ansiedade caracterizado por sintomas emocionais ou comportamentais em resposta a um estressor ou estressores identificáveis ocorrendo dentro de três meses do início do estressor ou estressores (DSM-5). Podem se dar por divórcio, desemprego, hospitalização prolongada, doença crônica, mudança de residência/escola/trabalho, aposentadoria, nascimento de um filho, fim de um relacionamento, estado de refugiado, desastre natural, dentre outros. Esses sintomas ou comportamentos são clinicamente significativos e uma vez que o estressor ou suas consequências tenham cedido, os sintomas não persistem por mais de seis meses (DSM-5).

## Causa
Transtorno de adaptação pode ser definido como um estado de desequilíbrio do funcionamento psíquico e orgânico que ocorre quando o organismo necessita utilizar seus recursos psicobiológicos para lidar com eventos que exijam uma ação defensiva. O transtorno de adaptação é desencadeado pela necessidade da pessoa de lidar com algo que ameaça sua homeostase ou equilíbrio interno. Quando os recursos do momento são insuficientes devido à vulnerabilidade pessoal ou à ausência de estratégia de enfrentamento ou, ainda, pela gravidade ou intensidade do estressor presente, o organismo pode ser afetado em sua plenitude com consequências graves para sua saúde física ou mental. A predisposição e a vulnerabilidade individuais desempenham um papel importante na ocorrência e na sintomatologia de um transtorno de adaptação; admite-se, contudo, que o transtorno não teria ocorrido na ausência do fator de estresse considerado. 

## Sintomas
De acordo com o DSM-IV-TR, os sintomas persistem além do período de três meses após o evento estressante. Tristeza, desesperança, falta de prazer, crises de choro, nervosismo, ansiedade, preocupação, desespero, insônia, dificuldade de concentração, sensação de estar oprimido e pensamentos suicidas são alguns dos sinais emocionais do TA. Indivíduos com o transtorno podem se envolver em brigas, conduzirem veículos de maneira imprudente, ignorar tarefas importantes (como pagar as contas da casa), isolar-se da família e amigos, ter piora no desempenho escolar ou no trabalho e destruir objetos.

## Diagnóstico diferencial
Caso o evento estressor tenha sido uma experiência traumática como um acidente grave, sequestro, guerra ou calamidade passa a ser classificado como transtorno de estresse pós-traumático. Caso seja resultado da separação da figura paterna/materna deve ser classificado como Transtorno ligado à angústia de separação na infância (F93.0).

## Tratamento
A Terapia cognitivo-comportamental procura ensinar e treinar comportamentos e reações mais saudáveis e adaptativos para um enfrentamento adequado da nova situação ou para o retorno da situação anterior caso seja viável e a opção mais saudável. Já o tratamento psiquiátrico pode receitar antidepressivos e/ou benzodiazepínicos para melhorar a qualidade de vida e diminuir a ansiedade facilitando uma adaptação mais saudável às mudanças.